# Daptomys
Daptomys – rodzaj ssaków z podrodziny bawełniaków (Sigmodontinae) w obrębie rodziny chomikowatych (Cricetidae).

## Rozmieszczenie geograficzne
Rodzaj obejmuje gatunki występujące w Ameryce Południowej.

## Morfologia
Długość ciała (bez ogona) 94–133 mm, długość ogona 66–120 mm, długość ucha 8,5–13 mm, długość tylnej stopy 21–30 mm; masa ciała 21–66 g.

## Systematyka
Rodzaj zdefiniował w 1929 roku amerykański teriolog i paleontolog Harold Elmer Anthony w artykule zatytułowanym Dwa nowe rodzaje gryzoni z Ameryki Południowej, opublikowanym w czasopiśmie „American Museum novitates”. Gatunkiem typowym jest (oryginalne oznaczenie) rybołapek wenezuelski (N. venezuelae). 

### Etymologia
Daptomys: gr. δαπτης daptēs ‘zjadacz, pożeracz’, od δαπτω daptō ‘pożerać’; μυς mus, μυος muos ‘mysz’.

### Podział systematyczny
We wcześniejszych ujęciach systematycznych taksony z tego rodzaju umieszczane były w Neusticomys, jednak analizy oparte na danych genetycznych i morfologicznych wykazały, że powinny być umieszczone w odrębnym rodzaju; tutaj lista gatunków za Mammal Diversity Database:
| Grafika | Gatunek              | Autor i rok opisu                                   | Nazwa zwyczajowa      | Podgatunki         | Rozmieszczenie geograficzne | Podstawowe wymiary                           | Status IUCN |
| ------- | -------------------- | --------------------------------------------------- | --------------------- | ------------------ | --- | -------------------------------------------- | ----------- |
|         | Daptomys venezuelae  | H.E. Anthony, 1929                                  | rybołapek wenezuelski | gatunek monotypowy | znany z kilku miejsc w Wenezueli i Gujany                                                                                      | DC: 10–13,2 cm DO: 10–12 cm MC: 58–66 g      | VU          |
|         | Daptomys oyapocki    | Dubost & F. Petter, 1978                            | rybołapek kajeński    | gatunek monotypowy | rozproszone stanowiska nizinne w Gujanie Francuskiej, południowym Surinamie i Brazylii (na północ od rzeki Amazonka)           | DC: 9,6–11,5 cm DO: 6,6–8,7 cm MC: 21–50 g   | DD          |
|         | Daptomys ferreirai   | (Percequillo, Carmignotto & M.J. de J. Silva, 2005) | rybołapek brazylijski | gatunek monotypowy | endemit Brazylii (rozproszone stanowiska na amazońskich nizinach (na południe od rzeki Amazonka))                              | DC: 10,6–11,4 cm DO: 7,5–9,5 cm MC: 31–36 g  | DD          |
|         | Daptomys peruviensis | Musser & A.L. Gardner, 1974                         | rybołapek peruwiański | gatunek monotypowy | Peru (znany z kilku miejsc na amazońskich nizinach), północna Kolumbia i zachodnia Wenezuela (znany tylko z 3 miejsc w Andach) | DC: 9,4–13,3 cm DO: 7,5–11 cm MC: około 37 g | LC          |

Kategorie IUCN:  LC  – gatunek najmniejszej troski,  VU  – gatunek narażony,  DD  – gatunki o nieokreślonym stopniu zagrożenia.